# Phyllotis limatus
Phyllotis limatus és una espècie de mamífer rosegador de la família dels cricètids. Viu a altituds d'entre 0 i 4.000 msnm des del centre-oest del Perú fins al nord de Xile. S'alimenta de fòrbies i insectes. Els seus hàbitats naturals són les zones rocoses i sorrenques dels deserts, la vegetació riberenca, els boscos de galeria, els oasis nebulosos costaners i algunes regions de puna. És una espècie en risc mínim, és a dir, no sembla que hi hagi cap amenaça significativa per a la seva supervivència.